# Конратарык
Конратарык (каз. Қоңыратарық) — упразднённое село в Сузакском районе Туркестанской области Казахстана. Входило в состав Жуантобинского сельского округа. Код КАТО — 515635300. Исключено из учётных данных в 2023 году

## Население
В 1999 году население села составляло 64 человека (29 мужчин и 35 женщин). По данным переписи 2009 года, в селе проживало 278 человек (149 мужчин и 129 женщин).